# Andrássy Mária
Csíkszentkirályi és krasznahorkai gróf Andrássy Mária Antónia Johanna Etelka, más néven Andrássy Irma (Tőketerebes, 1857. október 28. – Pottendorf, 1925. november 16.) magyar származású arisztokrata; Zita osztrák császárné és magyar királyné főudvarmesternője, csillagkeresztes és palotahölgy; az Erzsébet-rend nagykeresztjének, a württembergi királyi Olga-rend, a pápai Pro ecclesia et pontifice, a bajor királyi Teréz-rend, a Vöröskereszt hadidíszítményes nagy tiszteletjelvényének és a német Vöröskereszt tiszteletjelvényének tulajdonosa.
Házassága révén az Esterházy család galánthai hercegi ágának tagja.

## Származása
Apai ágon a székely származású gróf csíkszentkirályi és krasznahorkai Andrássy család betléri főágának egyenesági leszármazottja. Anyai ágon a gróf erdődi Pálffy család sarja.

## Élete
A tőketerebesi Andrássy-kastélyban, 1857. október 28-án született gróf Andrássy Manó, a „vasgróf”, előbb Torna vármegyei, később Gömör és Zemplén vármegyei főispán; és gróf Pálffy Gabriella főúrnő második gyermekeként. Tőketerebesen, 1857. november 5-én keresztelték meg, amely azért volt nevezetes esemény, mert egyszerre volt tartva apai unokatestvére, gróf Andrássy Tivadar keresztelőjével. Keresztszülei gróf Barkóczy János magyar királyi főudvarmester, és felesége, gróf Festetics Antónia főúrnő voltak. A születését követően nem sokkal később a család a parnói Andrássy-kastélyba költözött. Kisebbik testvérei már ott születtek.
Gyermekkoráról kevés feljegyzés maradt fenn. Ismeretes egy elbeszélés, amely szerint ifjú lány korában elkísérte apját egy szádvári medvelesre, ahol a medvére célzó apját megmentette egy viperatámadástól. A történetet Jókai Mór magyar író is megírta. Irma számára annyira fontos volt ez a pillanat, hogy halálos ágyán is emlékezett rá, ahol azt kérte, hogy Szádváron temessék el.

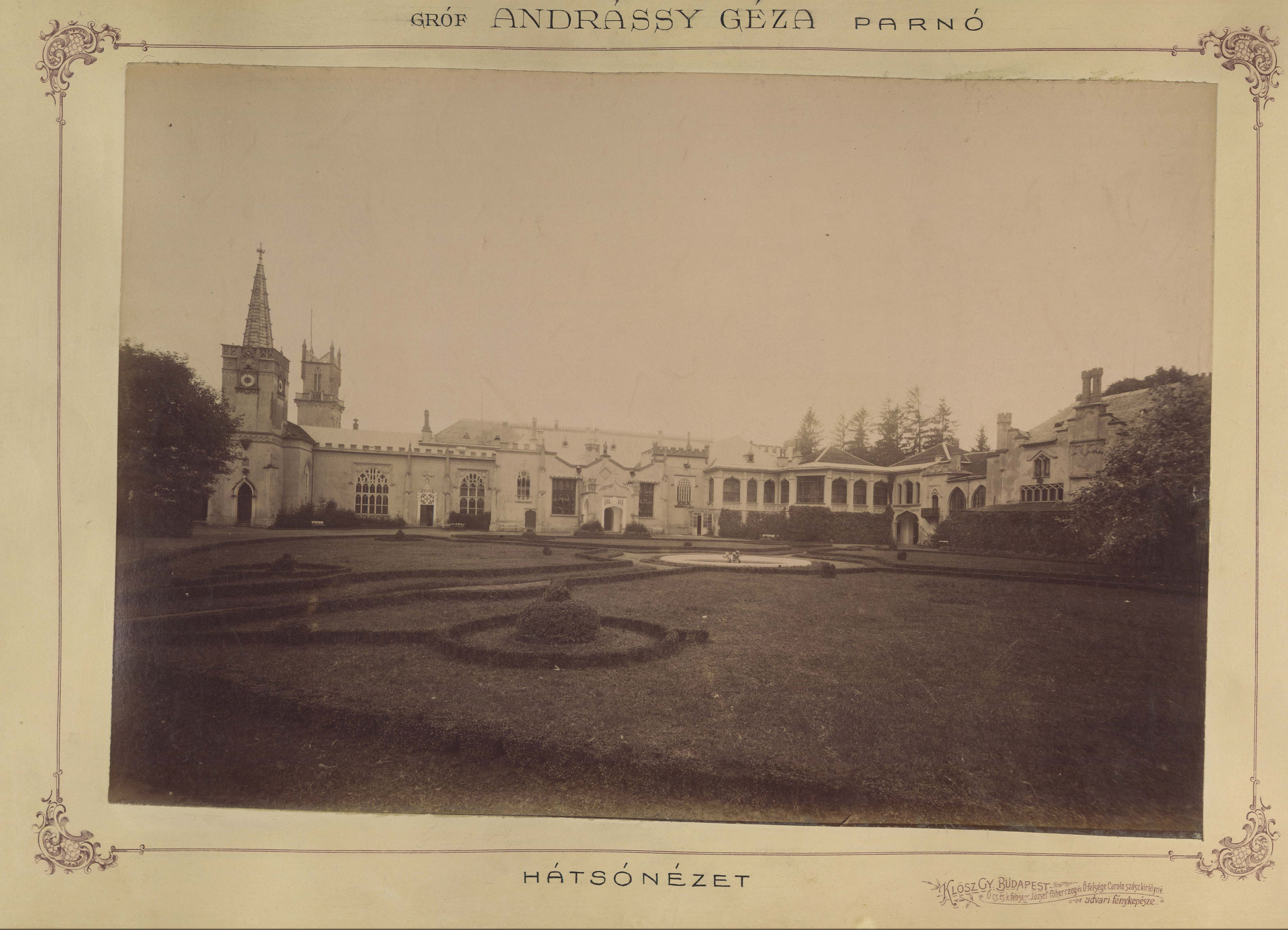
A parnói Andrássy-kastély, ahol gróf Andrássy Irma a gyermekkorának egy részét töltötte

Kitűnő lovas volt és még hajadon korában részt vett a Habsburg uralkodócsalád udvari vadászatain. 1886 decemberében vadászat közben könnyebb baleset érte, amelyből sikeresen felépült. A lovaglás és a vadászat a későbbiekben is maradt volt számára. Egyes vadászatok során falkanagy is volt.
A kor hagyományaihoz képest viszonylag későn, 32 évesen ment hozzá herceg galánthai Esterházy Antal Miklós főúrhoz, aki katonai pályát futott be. Az esküvő a budapesti Kisboldogasszony-templomban, 1889. január 15-én volt megtartva, amelyet Haynald Lajos kalocsai bíboros érsek celebrált. A korabeli tudósítások szerint a a menyasszony a Fürdő utcai Andrássy-palotából XIV. Lajos francia király korabeli díszhintón érkezett meg a templomhoz. A három napos lakodalom során többek között gróf Tisza Kálmán magyar miniszterelnök és báró Orczy Béla, gróf Széchenyi Pál, valamint Bedekovich Kálmán miniszterek is tiszteletüket tették. A hercegi párnak nem született gyermeke.

A hercegné az osztrák és magyar társasági élet fontos szereplője volt. Az anekdoták szerint amikor Erzsébet királyné csillagkeresztes és palotahölgye volt, a császárné rendszerint az ő véleményét kérte ki a lóvásárlásokkal kapcsolatban:
„Dicsőült Erzsébet királyné, lóvásárlásai közben akárhányszor magához kérette s megmutatván neki az alkuban lévő állatot, így szólt: „Mit mond hozzá édes Irma, megvehetjük?” S rendesen Irma grófnő szakavatott véleménye döntött” – részlet gróf Vay Sándor: Az Andrássyak című írásából
A trón öröklésekor IV. Károly magyar király maga nevezte ki Zita magyar királyné főudvarmesternőjévé. E tisztségéből adódóan fontos szerepet töltött be a koronázási ünnepségeken, így például ő vitte a királyné uszályát is.
Az idősödő hercegné utolsó éveit a bécsi Niebelungengasse 15. szám lévő Esterházy-palotában és az alsó-ausztriai pottendorfi várkastélyban töltötte. Hosszú és kínos szenvedés után, családi körben hunyt el a pottendorfi várkastélyban, 1925. november 16-án. Politikai okok miatt kérése, miszerint Szádvárra temessék el, nem sikerült, mivel a település akkor már Csehszlovákiához tartozott. Végül a kismartoni Esterházy-sírboltba temették el.